# Aeroportul Nakuru
Aeroportul Nakuru (IATA: NUU, ICAO: HKNK) este un aeroport din Wilaya ya Nakuru⁠(d), Kenya ce deservește zona Nakuru. A fost numit după zona deservită.
Situat la o altitudine de 1.900 m, aeroportul dispune de o singură pistă.